# Čađavica (Chorwacja)
Čađavica – wieś w Chorwacji, w żupanii virowiticko-podrawskiej, siedziba gminy Čađavica. W 2011 roku liczyła 678 mieszkańców.

## Geografia
Čađavica leży w slawońskiej części Podrawia, na wysokości 105 m n.p.m., 15 km na północny wschód od Slatiny.
Miejscowa gospodarka opiera się na rolnictwie (uprawa kukurydzy, pszenicy, buraków cukrowych, tytoniu, warzyw, hodowla trzody chlewnej i bydła). Przez miejscowość przebiega droga Slatina – Donji Miholjac.

## Historia
Pierwsze historyczne wzmianki o Čađavicy pochodzą z XIV wieku (jako Zagocha). Pomiędzy XVI a XVII wiekiem znajdowała się pod panowaniem osmańskim.
W styczniu 1945 roku, w trakcie II wojny światowej, w okolicach miejscowości doszło do intensywnych walk pomiędzy armią jugosłowiańską a siłami chorwacko-niemieckimi.